# Lietava (okres Žilina)
Lietava je obec na Slovensku v okrese Žilina, která se nachází
v jihozápadním výběžku Žilinské kotliny, 12 kilometrů od Žiliny. Žije zde přibližně 1 600 obyvatel.

## Dějiny
Podle archeologických nálezů víme, že zdejší území bylo osídleno v eneolitu i v době bronzové.
Samotná obec existovala již v roce 1208 a tvořila součást Lietavského panství. Před rokem 1332 byla uváděna jako
Provincia de Lytva. V obci se nalézá gotický kostel ze začátku 15. století, jeho vnitřní zařízení pochází
z 18. století. V katastru obce se tyčí největší a nejznámější zdejší památka - Lietavský hrad.